# 喬皮霍查湖 (奇保區)
14°29′49″S 73°37′20″W / 14.49694°S 73.62222°W
喬皮霍查湖（Lake Chaupijocha），是秘魯的湖泊，位於該國中南部阿亞庫喬大區，由盧卡納斯省的奇保區負責管轄，處於瓦塔霍查湖西北面和綏托霍查湖以東。